# Reichsflotte
La Reichsflotte (Flotta Imperiale) è stata la prima marina dell'intera nazione tedesca, istituita dal governo del nuovo Deutsches Reich, nato in seguito ai moti rivoluzionari del 1848, per disporre di una forza navale nella guerra dello Schleswig contro la Danimarca. La Reichsflotte è stata istituita dal parlamento di Francoforte il 14 giugno 1848, considerata la data di nascita della moderna marina tedesca.
Dopo la ricostituzione della Confederazione germanica del 1851, la Reichsflotte venne dissolta nel 1852 e le navi vendute.

## Storia
La Confederazione tedesca, fondata nel 1815, inizialmente non aveva bisogno di una flotta, poiché poteva contare su tre dei sovrani dei suoi stati che erano al comando di grandi flotte: il Granduca di Lussemburgo, che essendo allo stesso tempo Re dei Paesi Bassi era il comandante della Marina olandese, il Duca di Holstein, essendo allo stesso tempo Re di Danimarca era comandante della Marina danese e, infine il Re di Hannover che era allo stesso tempo Re d'Inghilterra era comandante della Royal Navy.
La situazione cambiò negli anni trenta, poiché i Re d'Olanda e Gran Bretagna non erano più membri della Confederazione germanica, e all'inizio del 1848 la Danimarca entro in conflitto con la Confederazione tedesca nella prima guerra dello Schleswig e la Marina danese fermò tutti i traffici commerciali tedeschi con un blocco navale nel Mare del Nord e nel Mar Baltico.
Il nuovo governo provvisorio del nuovo Deutsches Reich guidato dall'arciduca Giovanni d'Austria come reggente (Reichsverweser), cioè come capo di stato temporaneo nominò August von Jochmus Ministro degli Esteri e Ministro della Marina.
Il parlamento si riunì per la prima volta a Francoforte il 18 maggio 1848, e il 12 giugno 1848 la Dieta della Confederazione germanica consegnò il suo bilancio al parlamento. Solo due giorni dopo, l'assemblea decise di spendere sei milioni di Reichsthaler per allestire una flotta al cui comando venne designato il principe Adalberto di Prussia, che, essendo stato costretto a dimettersi in seguito un ordine del re di Prussia Federico Guglielmo IV, il comando della flotta venne affidato al contrammiraglio (Konteradmiral) Karl Rudolf Brommy.
La Reichsflotte durante il conflitto prese parte nel giugno 1848 alla battaglia di Helgoland durante la quale la Reichsflotte cercò di spezzare il blocco navale imposto dalla marina danese nel Mare del Nord e nel Mar Baltico. La battaglia non produsse alcun risultato degno di nota: non vi furono perdite e il blocco navale continuò.
Con la fine del Deutsches Reich le navi divennero proprietà della Confederazione germanica ricostituita, attraverso la Bundeszentralkommission del 1849-1851, che riprese i compiti dell'ex Potere Centrale del Reggente Imperiale (Provisorische Zentralgewalt); si poneva la questione se la flotta fosse una "istituzione organica" della Confederazione o semplicemente una proprietà. La maggioranza del Bundestag sosteneva che era solo una proprietà in modo tale che una decisione su di essa non richiedesse l'unanimità.
Il 2 aprile 1852, la Reichsflotte venne sciolta. Mentre la maggior parte delle navi veniva venduta, due delle fregate della Reichsflotte venivano cedute alla Marina prussiana, che successivamente si trasformò nella Marina della Confederazione della Germania settentrionale (1867-1871) e poi nella Kaiserliche Marine, la Marina Imperiale tedesca.

## Denominazioni
Diversi nomi sono usati per questa Marina. Nella risoluzione del 14 giugno 1848 viene chiamata semplicemente "Deutsche Marine", mentre il ministro della marina Arnold Duckwitz nel 1849 la registrò come "Deutsche Kriegsmarine" e quando Karl Rudolf Brommy fu promosso come suo primo ammiraglio, il nome usato era "Reichsmarine", che era anche il termine usato all'interno della marina. Per evitare confusione con le successive marine tedesche, gli storici usano la denominazione di Reichsflotte.
Anche il termine Bundesflotte (Flotta Federale) è usato, ma è fuorviante, poiché nei suoi primi anni non era gestita dalla Confederazione germanica. Il termine Bundesflotte era anche il nome di un progetto navale austro-prussiano del 1865. La moderna flotta tedesca del 1956 era chiamata Bundesmarine, sebbene ora, dopo la riunificazione tedesca del 1990 il nome è Deutsche Marine.